# MABEZ
MABEZ steht für MAssenverkehr zu BEstimmten Zielen (Massenanruf-Service) im Telefonverkehr und beschreibt eine Methode schwer zu handhabende Spitzenlasten im Telefonnetz abzuwickeln. Dies steht im Gegensatz zu leicht handhabbarer Lasten bei normalen Anrufen über Festnetz- oder Sonderrufnummern. In Deutschland ist dafür von der Bundesnetzagentur für Elektrizität, Gas, Telekommunikation, Post und Eisenbahnen (BNetzA, vormals RegTP) die Rufnummerngasse 0137 reserviert. Die überwiegende Nutzung von Massenanrufdiensten war in der Vergangenheit Televoting. Seit Mitte 2002 werden diese Dienste auch vermehrt zur Teilnahme an Gewinnspielen in Medien eingesetzt.

## Einsatz von MABEZ-Nummern
Massenanruf-Nummern werden in der Regel immer dann eingesetzt, wenn tatsächlich Massenanrufe abgewickelt werden müssen, d. h. es zu einer Überlastung des Telefonnetzes kommen kann, wie bei Abstimmungen zu Ereignissen mit großer Teilnehmerzahl, z. B. bei Deutschland sucht den Superstar oder beim Eurovision Song Contest. Auch bei Gewinnspielen in Hörfunk und Fernsehen, bei denen jeweils nur ein Teilnehmer aus allen Anrufern durchgestellt wird, werden fast ausschließlich Massenanruf-Servicenummern eingesetzt. Dies ist ein wesentliches Unterscheidungsmerkmal zu anderen kostenpflichtigen Mehrwert-Rufnummern wie 0900-Rufnummern, deren Nutzung sich nicht auf eine kurze Zeit fokussiert.

## Technische Realisierung in Deutschland
Nach einer Spezifikation des Arbeitskreises für Nummerierung und Netzzusammenschaltung (AKNN) sollen Massenanrufe die sonst übliche Netzlast nicht beeinflussen. Daher wurden diese Servicenummern in fünf Typen unterteilt, welche die Menge der handhabbaren Anrufe pro Minute durch den technischen Dienstleister spezifizieren. Diese sind:
- Typ 1: Weniger als 1200 Anrufe pro Minute,
- Typ 2: Zwischen 1200 und 3000 Anrufe pro Minute,
- Typ 3: Zwischen 3000 und 10.000 Anrufe pro Minute,
- Typ 4: Zwischen 10.000 und 30.000 Anrufe pro Minute,
- Typ 5: Zwischen 30.000 und 96.000 Anrufe pro Minute.

Diese Einteilung erlaubt dem Netzbetreiber des Anrufers bei einer zu erwartenden Überlastung, beim technischen Dienstleister bereits einen Teil der Anrufer nicht aus der Ortsvermittlungsstelle weiterzuleiten, sondern von vornherein abzuweisen. Damit soll eine evtl. Überlastung beim technischen Dienstleister der Massenanruf-Servicenummer gar nicht erst entstehen, sondern durch vorsorgliche Lastreduktion vermieden werden. Ein Netzbetreiber, der davon Gebrauch macht, soll lt. AKNN-Spezifikation:
1. dem Anrufer ein Gassenbesetztton signalisieren.
2. keine Tarifierung des Anrufs vornehmen.

## Aufbau einer MABEZ-Nummer in Deutschland
In Deutschland beginnen die Telefonnummern dieser Dienste stets mit 0137. Danach folgen immer sieben Ziffern. Historisch bedingt existieren darüber hinaus noch 16 abgeleitete Zuteilungen an die Deutsche Telekom von Massenanruf-Servicenummern, die mit 01381 beginnen. Eine ursprünglich geplante Verlagerung in die 0902-Rufnummerngasse scheint von der BNetzA nicht weiter verfolgt zu werden. Eine 2009 in Erwägung gezogene Verlagerung in die 0500-Rufnummerngasse wurde mangels Interesse durch die Betreiber ebenfalls verworfen. Die nächste Ziffer ist die Tarifziffer, welche dem Anrufer Auskunft über den Preis für einen Anruf gibt. Danach folgen zwei Ziffern, die Auskunft geben, welcher technische Dienstleister die Rufnummer betreibt. Aus der ersten bzw. den ersten beiden Ziffern nach 0137 ist ferner der MABEZ-Typ erkennbar. Eine aktuelle Liste mit den Zuordnungen hält die BNetzA bereit.

## Kosten in Deutschland
Der Anruf an eine Massenanruf-Nummer aus der 0137-Nummerngasse ist für den Anrufer kostenpflichtig. Ein Großteil der Einnahmen wird vom technischen Dienstleister an den Anbieter des jeweiligen Mehrwertdienstes ausgezahlt. Bei Gewinnspielen mit Live-Teilnahme in Hörfunk oder Fernsehen gilt grundsätzlich, dass die Kosten für den Anrufer auch dann anfallen, wenn man nicht in die Sendung durchgestellt wird.

### Kosten im Festnetz
- 01371: 0,14 € pro Anruf
- 01372: 0,14 € pro Minute
- 01373: 0,14 € pro Minute
- 01374: 0,14 € pro Minute
- 01375: 0,14 € pro Anruf
- 01376: 0,25 € pro Anruf
- 01377: 1,00 € pro Anruf
- 01378: 0,50 € pro Anruf
- 01379: 0,50 € pro Anruf

Die Kosten sind anhand der ersten Ziffer nach 0137 für den Anrufer aus dem deutschen Festnetz erkennbar. Eine kostenfreie Ansage der Gebühren vor der Gesprächsvermittlung erfolgt daher im Gegensatz zur 0900-Rufnummerngasse nicht. Die Wahl einer Verbindungsnetzbetreiberkennzahl im Call-by-Call-Verfahren wird vom Anschlussbetreiber ignoriert.

### Kosten von Mobiltelefonen
Seit dem 1. April 2022 dürfen für Anrufe aus dem Mobilfunknetz keine höheren Gebühren berechnet werden als aus dem Festnetz.
Vorher verlangten die deutschen Mobilfunkanbieter andere, fast ausschließlich höhere Preise für die Anwahl von MABEZ-Nummern. Diese variierten sehr stark nach dem gewählten Anbieter und Tarif. Hier wurde in der Regel zu einem Grundpreis plus zeitabhängige Komponente tarifiert. Mobilfunk-Reseller wie z. B. debitel, talkline oder mobilcom tarifierten MABEZ-Nummern teilweise anders als die Mobilfunknetzbetreiber (T-Mobile, Vodafone, E-Plus, O2) im ansonsten scheinbar identischen Tarif.
Viele Mobilfunkanbieter verwendeten bei MABEZ-Nummern einen ungünstigen Minutentakt, obwohl ansonsten ein Ein-Sekunden- oder ein Zehn-Sekundentakt gilt. Dies wirkte sich insbesondere bei der Teilnahme an Gewinnspielen in Hörfunk und Fernsehen negativ aus, da ein Anruf, der nicht in die Sendung oder eine Warteschleife führt, oft nur wenige Sekunden dauert.

### Kosten über IP-Telefonie (VoIP)
Über die meisten IP-Telefonie-Anbieter waren MABEZ-Nummern ursprünglich nicht erreichbar. Einige NGN-Netzanbieter und nur wenige freie Netzanbieter haben nachgezogen und routen diese Anrufe inzwischen. Sie verlangen sehr unterschiedliche Preise. Zum Teil sind sie identisch mit den Kosten im Festnetz. Andere VoIP-Provider verlangen Preise, die mit denen der Mobilfunkanbieter vergleichbar sind.

## Kosten in Österreich
In Österreich werden MABEZ-Nummern über die Rufnummerngasse 0901-0 realisiert. Danach folgt eine Ziffer, die Auskunft über den Preis gibt. Multipliziert man diese Ziffer mit 10, so erhält man den Preis in Cent/Anruf. Eine österreichische MABEZ-Nummer, die mit 0901-07 beginnt, kostet also 70 Cent/Anruf.

## Erreichbarkeit aus dem Ausland
- Festnetz: Aus dem Festnetz sind grundsätzlich nur MABEZ-Nummern des Landes erreichbar, in dem der Anschluss geschaltet ist.
- Mobilfunknetz: Aus dem Mobilfunknetz können nur MABEZ-Nummern aus dem Lande des Heimatnetzes erreicht werden, nicht jedoch in dem Land, in dem der Anrufer per Roaming eingebucht ist. Der Grund hierfür ist der sogenannte „Eurovisions-Tourismus“, welcher vermehrt seit 1998 einsetzte, bei dem mit dem eigenen Mobiltelefon ein Nachbarland besucht wurde, um beim Eurovision Song Contest für das eigene Land abzustimmen. Nicht alle Roaming-Partner erlauben Anrufe an die MABEZ-Rufnummern des Heimatnetzes. Die Kosten aus dem Ausland entsprechen in der Regel einem Anruf vom Fremdnetz auf eine Festnetznummer des Heimatnetzes, welche meist höher sind als die Kosten des Anrufs an eine MABEZ-Nummer aus dem Heimatnetz.
- VoIP: Erreichbarkeit und Kosten für alle Nummern gelten für VoIP-Anbieter weltweit.

## Missbrauch
Wie bei allen kostenpflichtigen Mehrwertnummern gibt es immer wieder Missbrauch mit diesen Nummern. Lockanrufe auf Mobiltelefone oder Festnetz sollen den Anrufer dazu verleiten, eine MABEZ-Nummer „zurückzurufen“. MABEZ-Nummern gelten international als „nicht rückwahlfähig“. Somit ist eine Übermittlung per Rufnummernübertragung (CLIP) unzulässig. In so einem Fall sollte sowohl die BNetzA als auch der technische Dienstleister umgehend informiert werden.